# Браковщина
Браковщина — деревня в составе Вишовского сельсовета Белыничского района Могилёвской области Белоруссии. Население — 5 человек (2019). 
Ранее входила в состав Головчинского сельсовета.

## Географическое положение
Ближайшие населённые пункты: Степаново, Изобище, Новосёлки.

## История
Основана в 1920-х годах переселенцами из соседних деревень. В 1930 году организован колхоз имени В.И. Ленина. В период Великой Отечественной войны с 2 июля 1941 года по 29 июня 1944 года оккупирована немецкими войсками. На фронтах погибло 2 односельчанина.

## Население
| Численность населения (по переписи) | Численность населения (по переписи) | Численность населения (по переписи) | Численность населения (по переписи) |
| 1959                                | 1970                                | 2009                                | 2019                                |
| ----------------------------------- | ----------------------------------- | ----------------------------------- | ----------------------------------- |
| 48                                  | ↘34                                 | ↘4                                  | ↗5                                  |